# Ligament vocal
La ligament vocal (ou ligament thyro-aryténoïdien inférieur) est un ligament intrinsèque pair du larynx formé par l'épaississement du bord supérieur du cône élastique. Il relie l'angle rentrant du cartilage thyroïde au processus vocal du cartilage aryténoïde.
Ils sont inclus dans l'épaisseur des plis vestibulaires.
Ils contiennent dans leur épaisseur deux cartilages sésamoïdes : un antérieur et un postérieur.